# Mare Undarum
Mare Undarum (Vågornas hav) är ett litet månhav strax norr om månens ekvator, på den östra delen av den sida av månen som vetter mot Jorden.
Mare Undarum har oregelbunden form och inte särskilt slät yta. Det ligger sydost om Mare Crisium, sydväst om Mare Marginis, nordnordväst om Mare Spumans och nordväst om Mare Smythii. I dess närmare omgivningar finns kratrarna Firmicus i väster, Boethius i öster och Dubiago i söder.